# Petrel Island (ö i Sydgeorgien och Sydsandwichöarna)
Petrel Island är en ö i Sydgeorgien och Sydsandwichöarna (Storbritannien). Den ligger i den nordvästra delen av Sydgeorgien och Sydsandwichöarna.